# Mildred Dilling

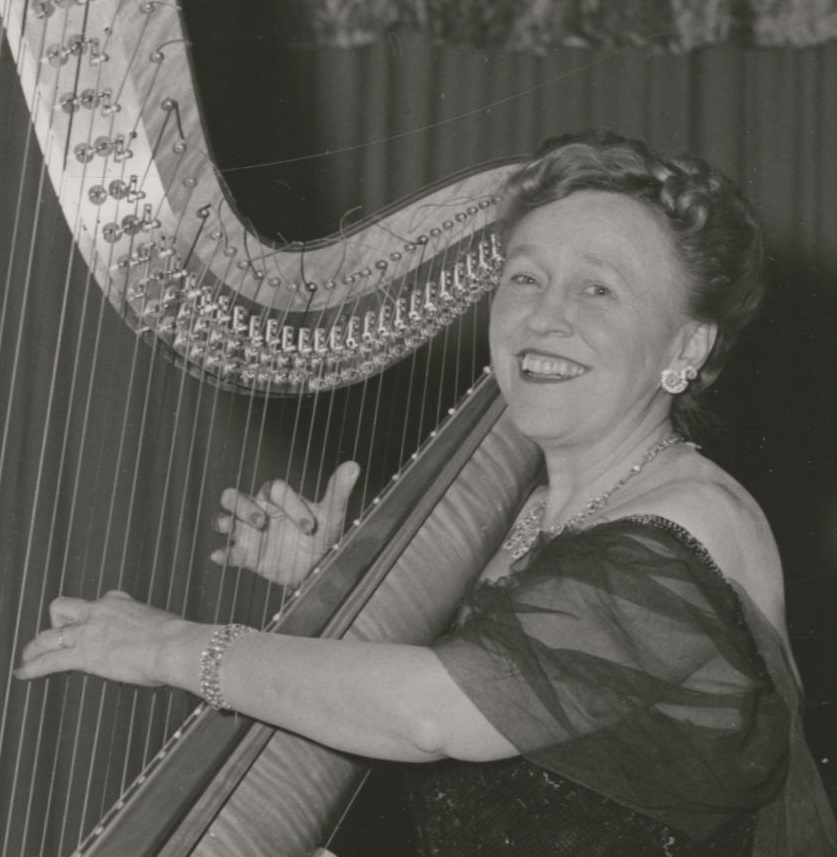
Mildred Dilling an der Harfe, um 1935

Mildred Dilling (* 23. Februar 1894 in Marion; † 30. Dezember 1982 in New York) war eine US-amerikanische Harfenistin.

## Leben
Dilling studierte bei Louise Schellschmidt-Koehne in Indianapolis und bei Henriette Renié in Paris. 1913 trat sie mit den Madrigal Singers des MacDowel-Chors in New-York auf. In Europa gastierte sie mit Yvette Guilbert. Sie unternahm Tourneen durch die USA und durch Großbritannien.

## Veröffentlichungen
- Old Tunes for New Harpists (1934, 1956)
- Thirty Little Classics for the Harp (Philadelphia, 1938, 1954)